# Prepoved komunističnih simbolov
Prepoved komunističnih simbolov je bila uvedena in predlagana v več državah kot del dekulakizacijske politike. Nekatere države so si pozneje premislile, marsikje pa je uporaba in izkazovanje komunističnih simbolov še vedno hudo kaznivo dejanje. Januarja 2005 je Vitatas Landയോടെsbergis s podporo Josepha Sajerja, madžarskega poslanca v Evropskem parlamentu, pozval k prepovedi komunističnih simbolov v Evropski uniji poleg nacističnih. Februarja 2005 je Evropska komisija zavrnila zahtevo Evrope po prepovedi nacističnih simbolov v velikem obsegu, vključno s simboli komunistične partije. Vendar predlog ne zanika, da imajo posamezne države v zvezi s tem svoja pravila. Decembra 2013 je skupina MIP, vključno z Landsbergisom, naslovila pismo na predsednika Evropskega parlamenta, v katerem poziva k prepovedi uporabe simbolov vseh totalitarnih in avtoritarnih režimov. 

## Države

### Albanija
Albanski inštitut za komunistične zločine (ICC) je predlagal prepoved filmov iz časa komunizma, kar je sprožilo sovražne odzive javnosti.

### Bolgarija
V Bolgariji so zakonodajalci 24. novembra 2016 v prvi obravnavi glasovali o predlogu zakona o nezakonitem javnem prikazovanju komunističnih simbolov. Zakon, znan kot "kriminalna narava komunističnega režima", zahteva, da se znaki in predmeti, ustvarjeni v času komunističnega režima, ki poveličujejo nekdanjo komunistično partijo in njene voditelje, odstranijo z javnih mest. Vendar predlog ni bil nikoli v drugi obravnavi, nikoli ga ni podpisal predsednik Bolgarije, niti ni bil objavljen v bolgarskem državnem listu in tako nikoli ni postal zakon. Tako seja DZ kot sklic, v katerem je bil zakon predlagan, sta se kasneje končala, s čimer je bil predlog preklican.

### Hrvaška
Uporaba fašističnih in komunističnih simbolov je trenutno v pregledu na Hrvaškem, ena od razprav je tudi o prepovedi uporabe rdeče zvezde, simbola, ki ga je Jugoslavija uporabljala med hrvaško osamosvojitveno vojno.

### Češka
Leta 1991 je bil na Češkoslovaškem kazenski zakonik spremenjen z § 260, ki je prepovedal propagando gibanj, ki so omejevala človekove pravice in svoboščine, navajajoč komunizem in nacizem. Kasneje so bile posebne omembe le-teh odstranjene zaradi pomanjkanja jasne pravne opredelitve. Kljub temu je bil sam zakon priznan kot ustavni. Vendar je bila leta 2005 na Češkem vložena peticija za prepoved promocije komunizma, leta 2007 pa je bila predlagana sprememba zakona za prepoved komunističnih simbolov. Oba poskusa sta bila neuspešna.

### Estonija
V začetku leta 2007 je Riigikogu obravnaval osnutek zakona o spremembi kazenskega zakonika, da bi bila javna uporaba sovjetskih in nacističnih simbolov kazniva, če se uporabljajo na način, ki moti javni mir ali spodbuja sovraštvo. Predlog zakona ni stopil v veljavo, saj je bil sprejet šele v prvi obravnavi v Riigikogu.

### Gruzija
V Gruziji je uporaba simbolov iz sovjetskega časa na vladnih zgradbah prepovedana, prav tako njihov prikaz v javnih prostorih, čeprav oblasti redko izvajajo ta zakon. Prepoved komunističnih simbolov je bila prvič predlagana leta 2010, vendar ni opredelila veljavnih sankcij. Leta 2014 je prišlo do predloga za spremembo prepovedi, da bi uvedli jasnejše parametre.

### Nemčija
Zastava Nemške demokratične republike (Vzhodne Nemčije) je bila prepovedana kot protiustavni in kriminalni simbol v Zahodni Nemčiji in Zahodnem Berlinu, kjer so jo imenovali Spalterflagge (secesionistična zastava) do poznih 1960-ih, ko je bila prepoved odpravljena. Zastava propadle Komunistične partije Nemčije (KPD) je v državi še vedno prepovedana v skladu z oddelkom 86a nemškega kazenskega zakonika, medtem, ko sam simbol srpa in kladiva velja za univerzalni simbol in ga zakonito uporablja sodobna nemška komunistična partija (DKP) ter razne druge organizacije in mediji.  

### Madžarska
Madžarska je imela zakon (člen 269/B Kazenskega zakonika (2000)), ki je prepovedoval uporabo simbolov fašistične in komunistične diktature. Istega leta je ustavno sodišče v izpodbijanem zakonu potrdilo zakon, češ da je zadevno omejevanje svobode izražanja upravičeno. Julija 2008 je Evropsko sodišče za človekove pravice obravnavalo pritožbo Attile Vajnaija, ki je bil obtožen prekrška zaradi uporabe rdeče zvezde, in razglasilo madžarski zakon za kršitev svobode izražanja. Sodišče je priznalo hude kršitve nacističnih in komunističnih režimov; vendar je ugotovilo, da je sodobna Madžarska stabilna demokracija z zanemarljivimi možnostmi diktature, zato omejitve svobode izražanja v državi nimajo opravičila v obliki "jasne, nujne in specifične družbene potrebe". Na koncu je bil zakon leta 2013 razveljavljen s strani ustavnega sodišča, navajajoč pomanjkanje natančne opredelitve Evropskega sodišča za človekove pravice. Marca 2017 je madžarski premier Viktor Orbán predstavil osnutek zakona, ki prepoveduje blago s simboli, kot sta nacistična svastika in komunistična peterokraka rdeča zvezda, vključno s tistim, ki ga uporablja nizozemsko pivovarsko podjetje Heineken.

### Indonezija
Komunizem je bil skupaj z drugimi skrajno levimi ideologijami v Indoneziji uradno prepovedan po poskusu državnega udara 30. septembra in kasnejših protikomunističnih pobojih s sprejetjem TAP MPRS št. 25/1966 leta 1966 in Undang Undang št.  27/1999 v letu 1999, ki so še vedno v veljavi. Zakon izrecno ne razglaša prepovedi simbolov komunizma, vendar indonezijska policija pogosto uporablja zakon, da aretira ljudi, ki jih prikazujejo. Nekateri kršitelji so bili ljudje, ki niso poznali simbolov komunizma, v teh primerih so jih oblasti pogosto oprostile le z manjšo kaznijo ali manjšo globo. Prikazovanje takšnih simbolov v poskusu propagande komunističnih in/ali marksistično-leninističnih idealov se šteje za veleizdajo in je lahko kaznovana z kaznijo, ki vključuje 20 let zapora. Zaradi tega je Indonezija država z zelo strogo protikomunistično politiko v primerjavi z drugimi državami, ki so prav tako izvajale politiko proti komunizmu. 
Drugi socialistični in levičarski povezani simboli, čeprav niso uradno prepovedani z zakonom (ker je v državi ostal sprejemljiv sam demokratični socializem), jih Indonezijski ljudje še vedno močno obsojajo in menijo, da so na splošno tesno povezani s komunizmom. Sem spadajo rdeča zvezda, socialistična heraldika, rdeča zastava in himne ali slogani, kot sta The Internationale in "Delavci sveta, združite se!" Kljub temu je bil The Internationale še vedno v uporabi med mednarodnim praznikom dela.
Poleg tega, odkar je režim novega reda prevzel oblast leta 1967, sta bila srp in kladivo v državi zelo stigmatizirana, podobno kot stigma, ki obkroža nacistični simboliko v zahodnem svetu in cesarsko japonsko zastavo v Južni Koreji. Zato se javno izkazovanje simbola, tudi brez kakršnih koli političnih namenov, še vedno šteje za zelo žaljivo, zlasti med muslimani in političnimi islamisti zaradi domnevnega verskega preganjanja s strani indonezijske komunistične partije v letih pred nemiri leta 1965, ki so predvsem ciljajo na muslimane. 
Indonezija je ena prvih držav na svetu, ki je prepovedala komunistične simbole, ne vključuje držav osi med drugo svetovno vojno. 
Aprila 2017 je indonezijska policija pridržala malezijskega turista v hotelu v Mataramu, ker je nosil majico s podobo simbola srpa in kladiva. Turist ni vedel, da so komunistični simboli v Indoneziji prepovedani. Policisti so majico zasegli in turista po opozorilu izpustili. Maja 2018 je policija na Baliju pridržala tudi ruskega turista zaradi izobešanja sovjetskega zmagovalnega transparenta, na katerem je tudi bil simbol. 

### Latvija
Junija 2013 je latvijski parlament potrdil prepoved prikazovanja sovjetskih in nacističnih simbolov na vseh javnih dogodkih. Prepoved vključuje zastave, himne, uniforme, nacistično svastiko ter sovjetsko kladivo in srp.

### Litva
Litva je leta 2008 prepovedala sovjetske in nacistične simbole (člen 18818 zakonika o upravnih prekrških) pod grožnjo visoke denarne kazni. Prepovedi so izvzete zbirateljske, starinarne in izobraževalne dejavnosti. 5. člen zakona o srečanjih prepoveduje srečanja, ki vključujejo nacistične in sovjetske podobe.

### Moldavija
Leta 2009 je prepoved uporabe komunističnih simbolov v Moldaviji predlagal poslanec Oleg Serebryan zakon pa je začel veljati leta 2012.  Ustavno sodišče Moldavije je ugotovilo, da je neustaven. 

### Poljska
Leta 2009 so bili na Poljskem členu 256 dodani odstavki 2 do 4, ki prepovedujejo "fašistične, komunistične ali druge totalitarne simbole", razen če se uporabljajo "kot del umetniške, izobraževalne, zbirateljske ali akademske dejavnosti". Poljsko ustavno sodišče je 19. julija 2011 ugotovilo, da je ta prepoved delno neustavna zaradi kršitve svobode izražanja. Junija 2017 je Poljska posodobila svojo zakonodajo o "dekomunizaciji" in vključila sovjetske propagandne spomenike, kar je povzročilo negativne odzive ruske vlade. Vendar komunistični simboli na Poljskem niso prepovedani z zakonom.

### Romunija
Zakon 51/1991, člen 3.h) o nacionalni varnosti Romunije obravnava kot grožnjo nacionalni varnosti: "sprožitev, organiziranje, izvrševanje ali kakršna koli podpora totalitarnim ali ekstremističnim dejanjem komunista, fašista, železni varuh ali katerega koli drugega izvora, rasnih, antisemitskih, revizionističnih, separatističnih dejanj, ki lahko na kakršen koli način ogrozijo enotnost in ozemeljsko celovitost Romunije, pa tudi nagovarjanje k dejanjem, ki lahko ogrozijo red pravne države«. Vendar pa simboli v zakonu niso posebej navedeni.

### Južna Koreja
Podobno kot prepoved vzhodnonemške zastave v Zahodni Nemčiji, sta severnokorejska zastava in zastava Korejske delavske stranke prepovedani v Južni Koreji kot neustavni simbol, čeprav obstajajo nekatere izjeme.

### Tajvan (Republika Kitajska)
V skladu z začasnimi določbami proti komunističnemu uporu (1948 do 1991) je režim Kuomintang prepovedal rdečo zastavo s petimi zvezdicami, podobno kot prepovedi zastave v Zahodni Nemčiji in Južni Koreji, poleg veje kitajske komunistične partije v provinci Tajvan leta 1952. Leta 2011 je bila odpravljena prepoved komunistične ideologije in simbolike v zakonu o nacionalni varnosti Republike Kitajske.

### Ukrajina
Aprila 2015 je Vrhovna Rada sprejela zakon o prepovedi komunističnih in nacističnih simbolov. Prej, leta 2012, je mesto Lviv v Zahodni Ukrajini prepovedalo javno prikazovanje komunističnih simbolov. 17. decembra 2015 so bile v Ukrajini uradno prepovedane vse komunistične stranke. Za petje ali igranje nekdanje himne Sovjetske zveze ali katere koli druge nekdanje himne sovjetskih republik je zagrožena kazen do 5 let zapora. Julija 2019 je ustavno sodišče potrdilo zakon in komunizem izenačilo z nacizmom.

### Združene države Amerike
Med rdečim strahom v letih 1919–1920 v Združenih državah Amerike so številne zvezne države sprejele zakone, ki prepovedujejo izobešanje rdečih zastav, vključno z Minnesoto, Južno Dakoto, Oklahomo in Kalifornijo. V zadevi Stromberg proti Kaliforniji je vrhovno sodišče Združenih držav Amerike odločilo, da so takšni zakoni neustavni.

## Evropska unija
Januarja 2005 je Vytautas Landsbergis, ki so ga podprli drugi poslanci Evropskega parlamenta, kot je József Szájer iz Madžarske, pozval k prepovedi komunističnih simbolov v Evropski uniji poleg nacističnih. Februarja 2005 je Evropska komisija zavrnila pozive k razširitvi predlagane vseevropske prepovedi nacističnih simbolov na komunistične simbole, ker to vprašanje ni primerno obravnavati v pravilih, namenjenih boju proti rasizmu. Vendar ta zavrnitev ni izključila, da imajo posamezne države članice svoje zakone v zvezi s tem. Evropska komisija je decembra 2010 objavila poročilo z naslovom "Spomin na zločine totalitarnih režimov v Evropi", naslovljeno na Evropski parlament in Svet Evropske unije, v katerem omenja prepoved komunističnih simbolov v nekaterih državah članicah. (Češka, Poljska, Madžarska in Litva) in sklepa, da ima „Evropska unija v okviru svojih pristojnosti na tem področju vlogo, da prispeva k procesom, ki se izvajajo v državah članicah, da se soočijo z zapuščino  totalitarnih zločinov." Septembra 2019 je Evropski parlament s 535 glasovi za, 66 proti in 52 vzdržanimi sprejel skupni predlog "Resolucije o pomenu evropskega spomina za prihodnost Evrope". Natančneje, v točkah 17 in 18 resolucije "izraža zaskrbljenost glede nadaljnje uporabe simbolov, ki pripadajo totalitarnim sistemom, v javni sferi in za komercialne namene", kot tudi ugotavlja, da "na javnih prostorih v nekaterih državah članicah nenehen obstoj spomenikov in spomeniki (parki, trgi, ulice itd.), ki poveličujejo totalitarne režime, kar utira pot izkrivljanju zgodovinskih dejstev o posledicah druge svetovne vojne in širjenju totalitarnega političnega sistema«.